# Hase (kunstværk)
 For alternative betydninger, se Hase. (Se også artikler, som begynder med Hase)
Hase (tysk: hare) er et kunstværk i form af en kæmpe hare fyldt med strå. Den stod klar den 18. september 2005 på den 1500 m høje bakke Colletto Fava i det nordlige Piedmont i Italien. 
Harens sidste stykke er omkring 60 meter langt og 6 meter højt. Haren blev rejst af kunstgruppen Gelitin, der både vil have Hase til at blive som et kunstværk og som noget, der kan bestiges og efterfølgende hviles på. Gelitin forventer, at værket, pga. dyr og erosion fra vejr, vil holde indtil 2025.